# En ärlig swensk
En ärlig swensk var en politisk tidskrift som gavs ut varje vecka under åren 1755 och 1756. Den räknas som Sveriges första öppet politiska tidskrift.
Initiativtagare var Niklas von Oelrich. Han tjänade i början det styrande hattpartiet och skriften utgavs för att bearbeta opinionen till förmån för riksrådets uppfattning i den häftiga konflikten mellan rådet och kungen. Han torde även själv varit den främste skribenten men artiklarna förhandsgranskades av ledande personer inom hattpartiet före tryckningen. Redaktionen ska ha samlats i Hårlemanska huset i Stockholm hemma hos Carl Hårlemans änka Henrika Juliana Lieven. 
Tidningen väckte stor uppmärksamhet och vann för sin tid en betydande spridning. Den blev till slut en fortlöpande kommentar av regeringssättet, där man försökte hävda det fullt utvecklade ståndsväldets överensstämmelse med grundlagarna och förnuftet. 
I form av samtal mellan olika personer kommenterades regeringsformen och andra lagar i enlighet med de åsikter som rådet förfäktade. Till bakgrund för de ljusa färger, varmed tidskriftens författare utmålade Sveriges dåvarande fria styrelsesätt, tecknades en tavla i svartaste svart av envåldstiden och de lidanden som kriget fört med sig. Att lära svenskarna att älska och vårda friheten och akta sig för återfall i enväldets snaror blev därför tidskriftens mål. "Den som rätt förstår vår regeringsform, han önskar aldrig någon ändring däruti, ty den grundar sig på Guds och naturens lag", hette det.
Bland de säkerhetsåtgärder till frihetens tryggande som man borde akta sig för att ge efter på, nämner tidskriften särskilt de inskränkningar som gjorts i kungens makt att utdela ämbeten. Även övriga stridsfrågor för dagen gicks igenom och utreddes i samma anda, under skarpa utfall mot egennyttiga "favoriter och smekungar", som omger kungarna och "hindra allt annat, ärligt folks tal" att tränga fram till tronen.